# زیردریایی یو-۱۹۳
زیردریایی یو-۱۹۳ (به انگلیسی: German submarine U-193) یک زیردریایی بود که طول آن ۷۶٫۷۶ متر (۲۵۱٫۸ فوت) و ارتفاع آن ۹٫۶ متر (۳۱ فوت ۶ اینچ) بود. این زیردریایی در سال ۱۹۴۲ ساخته شد.